# Myotis albescens
Myotis albescens är en fladdermusart som först beskrevs av Étienne Geoffroy Saint-Hilaire 1806.  Myotis albescens ingår i släktet Myotis och familjen läderlappar. IUCN kategoriserar arten globalt som livskraftig. Inga underarter finns listade i Catalogue of Life.
Arten når en kroppslängd (huvud och bål) av 48 till 62 mm, en svanslängd av 31 till 39 mm och en vikt av 5 till 8 g. Den har 33 till 38mm långa underarmar, 8 till 11 mm långa bakfötter och 12 till 15 mm stora öron. Pälsen på ovansidan bildas av svarta hår med krämfärgade eller vita spetsar vad som liknar frost i utseende. Undersidans päls är grå och på bukens nedre del samt på bakbenen nästan vit. Myotis albescens har en svart flygmembran och bruna, smala samt spetsiga öron. Vid svansflyghudens kant bildar några hår en kam.
Denna fladdermus förekommer i Central- och Sydamerika från södra Mexiko till Uruguay och norra Argentina. Habitatet varierar mellan skogar och kulturlandskap. Individerna jagar främst insekter.
Myotis albescens vilar i grottor, i trädens håligheter, i bergssprickor, i byggnader eller i liknande gömställen. Vid viloplatsen förekommer mindre grupper som börjar födosöket vid solnedgången. Jakten på insekter sker huvudsakligen ovanför vattenansamlingar. Ibland äter denna fladdermus en liten fisk.